# Cardamine papuana
Cardamine papuana är en korsblommig växtart som först beskrevs av Laut., och fick sitt nu gällande namn av Otto Eugen Schulz. Cardamine papuana ingår i släktet bräsmor, och familjen korsblommiga växter. Inga underarter finns listade i Catalogue of Life.